# 欧德里河
欧德里河（法語：Audry，法語發音：[odʁi] ⓘ）是法国大東部大區阿登省的河流，是索爾莫訥河的右支流，长19.9千米，发源自马尔勒蒙，于索尔莫讷流入索尔莫讷河。